# خلنج برسياني
خلنج برسياني (الاسم العلمي:Erica gnaphaloides) هو نوع من النباتات يتبع جنس الخلنج من الفصيلة الخلنجية.